# Kinderhaus Flechtinger Straße

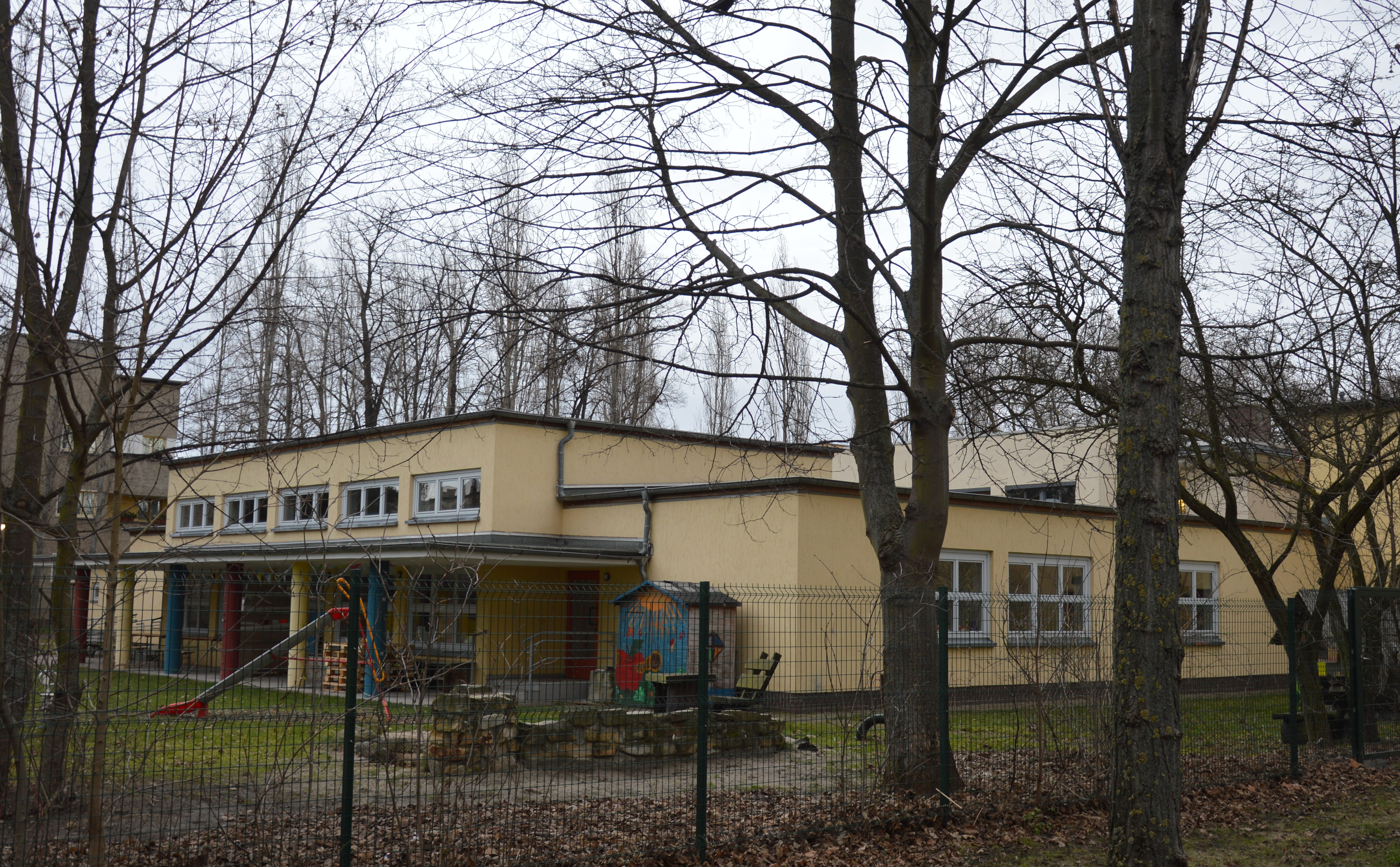
Kinderhaus Flechtinger Straße

Da Kinderhaus Flechtinger Straße ist eine denkmalgeschützte Kindereinrichtung in Magdeburg in Sachsen-Anhalt.

## Lage
Sie befindet sich in der Beimssiedlung im Magdeburger Stadtteil Stadtfeld West an der Adresse Flechtinger Straße 22a und bildet einen städtebaulichen Fluchtpunkt in der Achse des sich zentral durch die Siedlung ziehenden Grünzuges.

## Architektur und Geschichte
Das Gebäude wurde im Jahr 1931 als Kinderspielgarten errichtet. Der Entwurf stammte von der Bauabteilung des Magdeburger Vereins für Kleinwohnungswesen. Es gehört zu einem Gebäudekomplex aus Verwaltungs- und Sozialgebäuden der zum damaligen Zeitpunkt neu gebauten Beimssiedlung.
Der Bau besteht aus vier, ein- bis zweigeschossigen Flügeln. Die Flügel sind jeweils mit einem Flachdach bedeckt und in sachlich-modernem Stil gestaltet. Der zum Haus gehörende Spielhof ist annähernd quadratisch gestaltet. Das von Nebenräumen flankierte Kindergartengebäude verfügt über einen zentralen, anderthalbgeschossigen Saal. Nach Westen hin besteht eine überdachte Veranda. Das weit auskragende Verandadach ruht auf einer Reihe Rundpfeiler. Die Fenster sind bandartig angeordnet.
Der als Fluchtpunkt im Grünzug gelegene städtebaulich bedeutsame kleine Bau gilt als Beispiel moderner Architektur in der Weimarer Republik.
Heute (Stand 2016) wird die Einrichtung durch die Stiftung Evangelische Jugendhilfe St. Johannis betrieben.
Im örtlichen Denkmalverzeichnis ist das Gebäude unter der Erfassungsnummer 094 71438 als Kindergarten verzeichnet.